# Vier-Nationen-Turnier Oktober 2018
Das Vier-Nationen-Turnier Oktober 2018 für Frauenfußballnationalteams fand zwischen dem 4. und 8. Oktober in der chinesischen Stadt Yongchuan statt. Es war das zweite Viernationenturnier des Jahres in der Volksrepublik nach dem im Januar ausgetragenen Turnier, das in Foshan stattfand und von den Gastgeberinnen gewonnen wurde. Spielstätte war das Yongchuan Sports Centre. Es nahm keine Mannschaft aus den Top 10 der FIFA-Weltrangliste teil. Bestplatzierte Mannschaft waren die Gastgeberinnen (Platz 15), Thailand (28.) und Finnland (31.) nahmen zum dritten Mal teil, Portugal (33.) erstmals. Durch den achten Turniersieg wurden die Chinesinnen Rekordsieger vor den USA, die siebenmal gewannen.

## Spielergebnisse
| Pl. | Land     | Sp. | S | U | N | Tore    | Diff. | Punkte |
| --- | -------- | --- | - | - | - | ------- | ----- | ------ |
| 1.  | China    | 3   | 2 | 1 | 0 | 004:100 | +3    | 07     |
| 2.  | Portugal | 3   | 1 | 2 | 0 | 004:100 | +3    | 05     |
| 3.  | Finnland | 3   | 1 | 1 | 1 | 004:300 | +1    | 04     |
| 4.  | Thailand | 3   | 0 | 0 | 3 | 002:900 | −7    | 0      |

|                 |   |          |     |
| 4. Oktober 2018 |   |          |     |
| Thailand        | – | Finnland | 1:3 |
| China           | – | Portugal | 0:0 |
| 6. Oktober 2018 |   |          |     |
| Finnland        | – | China    | 1:2 |
| Thailand        | – | Portugal | 1:4 |
| 8. Oktober 2018 |   |          |     |
| Portugal        | – | Finnland | 0:0 |
| China           | – | Thailand | 2:0 |

## Torschützinnen
1. Carolina Mendes (POR) – 3 Tore
2. Ria Öling (FIN) – 2 Tore
3. Ren Guixin, Li Ying, Yang Lina, Zhang Rui (CHN), Olga Ahtinen, Eveliina Summanen (FIN), Ana Leite (POR), Kanyanat Chetthabutr, Rattikan Thongsombut (THA) – je 1 Tor